# Arne Korsbrekke

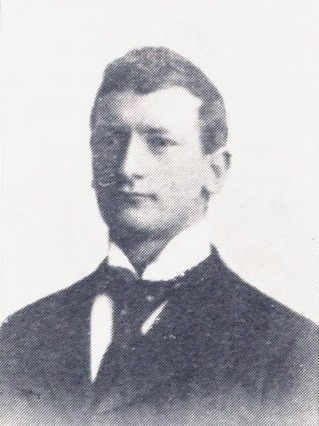
Arne Korsbrekke

Arne Olai Martinusson Korsbrekke, född 15 december 1877 i Hellesylt, Stranda kommun, död 1965, var en norsk ingenjör.
Korsbrekke utexaminerades 1901 från  Trondhjems Tekniske Læreanstalt (TTL) och anställdes därefter i Statens vegvesen, för vilket han tjänstgjorde i både Troms, Oppland, Vestfold, Østfold och Sør-Trøndelag fylke. År 1904 fick han fast tjänst vid Statens vegvesen i Sør-Trøndelag fylke, där han stannade intill 1920, endast för ett kortare avbrott för en vistelse vid tekniska högskolan i Dresden.
År 1920 var Korsbrekke under några månader förordnad överingenjör vid Statens vegvesen i Sør-Trøndelag fylke, innan han motsvarande fast tjänst i Nord-Trøndelag fylke senare samma år. År 1934 blev han överingenjör vid Statens vegvesen i Akershus fylke. Etter krigsslutet 1945 blev han ledare för vägstyrelsen, och satt som vägdirektör intill 1948 då han efterträddes av Thomas Offenberg Backer.